# Lego House
"Lego House" é o 9º single do cantor e compositor britânico Ed Sheeran, contida em seu álbum de estreia +. Escrita por Ed Sheeran e produzida por Jake Gosling. Seu videoclipe, lançado no dia 10 de outubro de 2011, contou com a participação do ator britânico Rupert Grint, famoso por interpretar Rony Weasley na série de filmes Harry Potter.

## Faixas
| CD Single |              |                                        |         |  |
| N.º       | Título       | Notas                                  | Duração |  |
| 1.        | "Lego House" |                                        | 3:05    |  |
| 2.        | "Lego House" | (Gosling Remix) (participação P Money) | 3:50    |  |
| 3.        | "Lego House" | Remix de protótipos                    | 4:24    |  |
| 4.        | "Lego House" | Subscape Remix                         | 5:10    |  |
| 5.        | "Lego House" | acústico                               | 3:07    |  |
| 6.        | "Lego House" | acústico                               | 3:00    |  |

| Download digital |              |                                        |         |  |
| N.º              | Título       | Notas                                  | Duração |  |
| 1.               | "Lego House" |                                        | 3:07    |  |
| 2.               | "Lego House" | (Gosling Remix) (participação P Money) | 3:50    |  |
| 3.               | "Lego House" | Remix de protótipos                    | 4:24    |  |
| 4.               | "Lego House" | Subscape Remix                         | 5:10    |  |
| 6.               | "Lego House" | acústico                               | 3:00    |  |

| Vinil 7" |              |          |         |  |
| N.º      | Título       | Notas    | Duração |  |
| 1.       | "Lego House" |          | 3:05    |  |
| 2.       | "Grau 8"     | acústico | 3:00    |  |

## Desempenho nas tabelas musicais

### Paradas semanais
| Parada (2011–12)                               | Melhor posição |
| ---------------------------------------------- | -------------- |
| Austrália (ARIA)                               | 4              |
| Áustria (Ö3 Austria Top 75)                    | 59             |
| Bélgica (Ultratop 50 de Flandres)              | 6              |
| Bélgica (Ultratip Bubbling Under da Valônia)   | 3              |
| Canadá (Canadian Hot 100)                      | 54             |
| ERRO: DEVE FORNECER ano PARA PARADA checa      | 34             |
| O campo songid é OBRIGATÓRIO PARA PARADA ALEMÃ | 51             |
| Hungria (Rádiós Top 40)                        | 18             |
| Irlanda (IRMA)                                 | 5              |
| Israel (Media Forest)                          | 8              |
| Países Baixos (Dutch Top 40)                   | 12             |
| Nova Zelândia (Recorded Music NZ)              | 5              |
| Escócia (Scottish Singles Chart)               | 6              |
| Suíça (Schweizer Hitparade)                    | 59             |
| Reino Unido (UK Singles Chart)                 | 5              |
| Estados Unidos (Billboard Hot 100)             | 42             |
| Estados Unidos (Billboard Mainstream Top 40)   | 20             |
| Estados Unidos Rock Songs (Billboard)          | 6              |
| Estados Unidos (Billboard Adult Top 40)        | 10             |
| Estados Unidos (Billboard Adult Contemporary)  | 26             |

### Paradas de fim de ano
| Parada (2011)                         | Posição |
| ------------------------------------- | ------- |
| Reino Unido (Official Charts Company) | 82      |